# LIVE pleasure
サンエー那覇メインプレイス プレゼンツ LIVE pleasure（サンエーなはメインプレイス プレゼンツ ライブプレジャー）はエフエム沖縄で毎週土曜 18:00 - 18:55に放送している番組である。

## 概要
- サンエー那覇メインプレイスの一社提供番組で、サンエー那覇メインプレイスのおすすめ情報やかんたんレシピを紹介する。
- サンエー那覇メインプレイスでおよそ月1回ペースでゲストを招いての公開録音を行っている。

## パーソナリティ

### 現在
- 阿嘉ゆきの（2024年10月5日-）

### 過去
- タグチマミ（2009年4月4日-2024年9月28日）

## 主なコーナー

### 現在
- Music Traveling
- Your pleasure song
- プッシュセレクション

サンエー那覇メインプレイスにある店舗のおすすめ情報を紹介する。
- メインステージ

スタジオにゲストを招いてトークを行う。公開録音の模様もこのコーナーでオンエアされる。

### 過去
- プラスワン ディッシュ

毎週一つの食材をピックアップし、歴史や調理法などを紹介する。毎月最終週の放送時にはその月に紹介した食材を使ったかんたんレシピを紹介する。
- 交通情報

## テーマソング

### オープニング
- Real Clothes[Album Mix] / Jazztronik（2009年4月4日-2024年9月28日）

### エンディング
- Always Be There / Sala（2009年4月4日-2024年9月28日）
- 笑顔のために / 金城綾乃（2024年10月5日-）

## リンク
- サンエー那覇メインプレイス プレゼンツ LIVE pleasure
- 番組公式ブログ
- 番組公式ブログ(旧)
- livepleasure (@livepleasure) - X（旧Twitter）